# Huntley (Gloucestershire)
Huntley – wieś w Anglii, w hrabstwie Gloucestershire, w dystrykcie Forest of Dean. Leży 11 km na zachód od miasta Gloucester i 162 km na zachód od Londynu. Miejscowość liczy 1012 mieszkańców.